# Baumbach (Adelsgeschlecht)

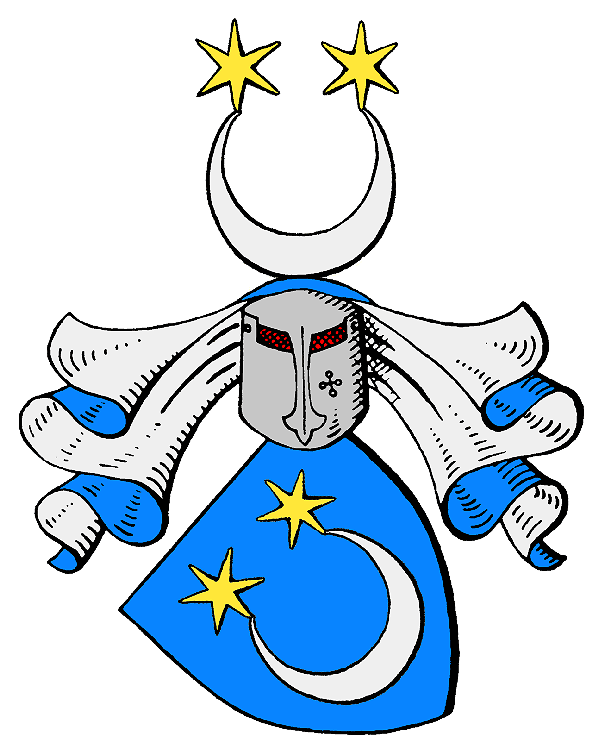
Wappen derer von Baumbach

Baumbach ist der Name eines alten hessischen Adelsgeschlechts. Die Familie, deren Zweige zum Teil bis heute bestehen, gehört seit 1553 bis in die Gegenwart zur Althessischen Ritterschaft.
Keine Verwandtschaft besteht zu der von Franz Baumbach, kaiserlich-königlichem Hauptmann, begründeten Adelsfamilie, die durch ein Diplom von 1821 in den erbländisch-österreichischen Adelsstand mit dem Prädikat von Kronenschwert erhoben wurde.

## Geschichte

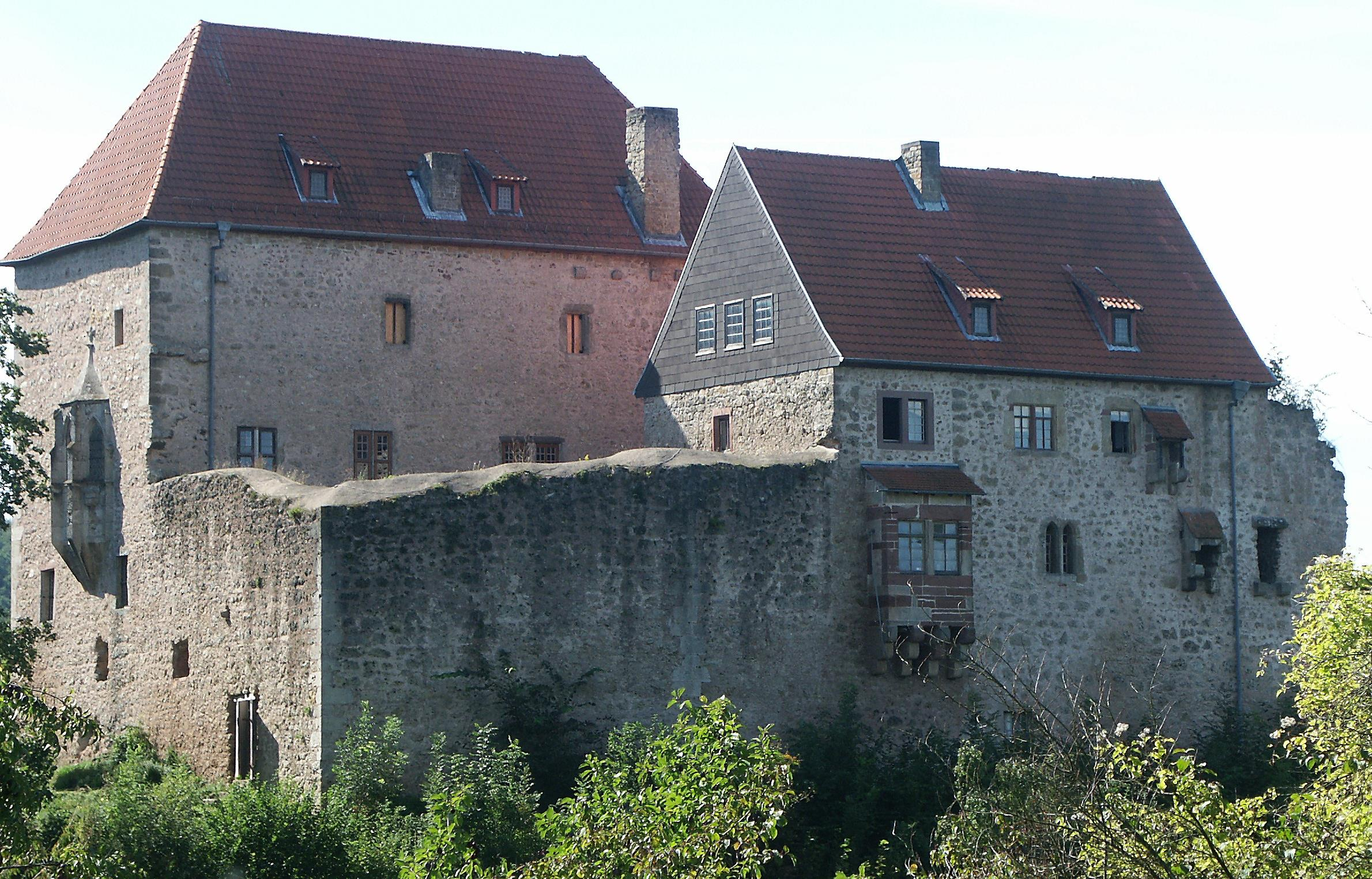
Die Burg Tannenberg, seit dem 14. Jhd. Stammsitz der Familie

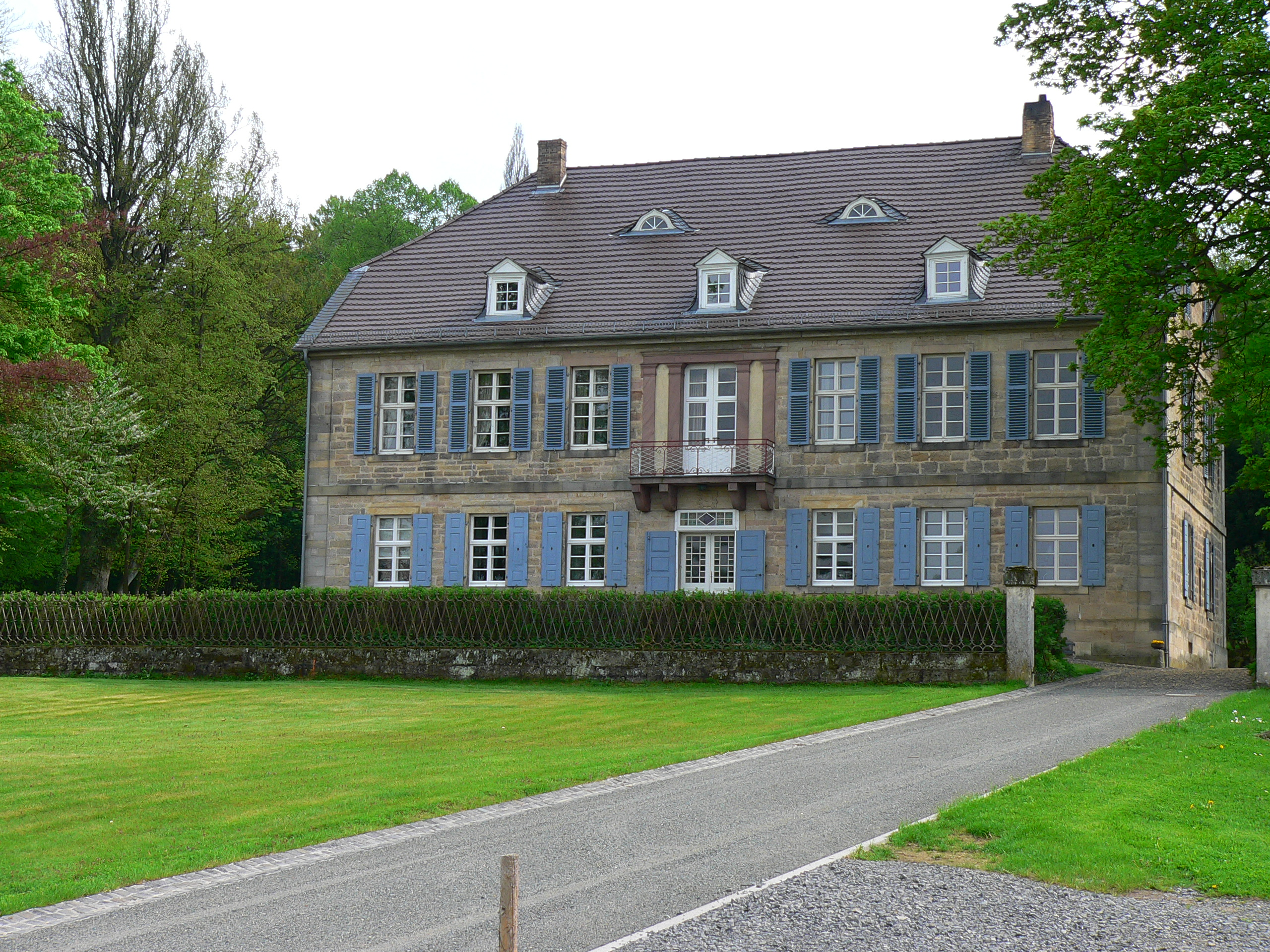
Schloss Großropperhausen

Wappenstein am Baumbachschen Burgsitz in Homberg (Efze)

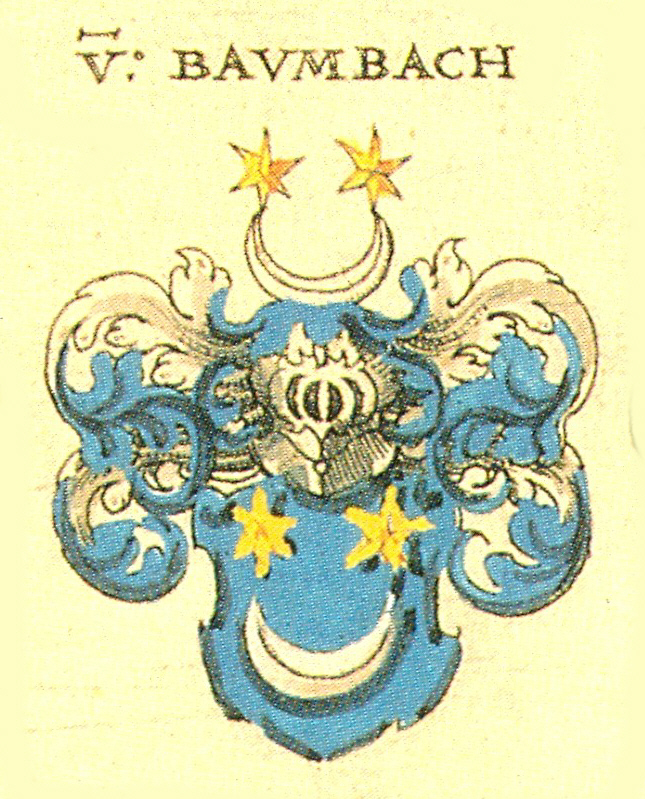
Wappen bei Siebmacher (1605)

### Herkunft
Erstmals erwähnt wird das Geschlecht mit dem Ritter Herdegnus de Bombach (Hartdegen von Baumbach) in einer Hersfelder Urkunde aus dem Jahre 1246. Mit dem Ritter und Burgmann (miles castrensis) zu Rotenburg Heinrich von Baumbach, der zwischen 1295 und 1316 urkundlich erscheint, beginnt die ununterbrochene Stammreihe.
Baumbach, das gleichnamige Stammhaus der Familie, ist heute ein Ortsteil der Gemeinde Alheim im Landkreis Hersfeld-Rotenburg in Hessen. Der heutige Stammsitz der Familie liegt im hessischen Nentershausen.

### Ausbreitung und Besitzungen
In der ersten Hälfte des 14. Jahrhunderts bildeten sich zwei Linien, eine zu Tannenberg (bei Nentershausen) und eine zu Bebra. Die Linie zu Bebra erlosch bereits im 15. Jahrhundert. Die Linie zu Tannenberg teilte sich noch im 14. Jahrhundert in zwei weitere, nach ihren Begründern Helmrich und Ludwig benannte Äste, die sich im Laufe der Zeit stark ausbreiten konnten. Zum Helmrichschen Ast gehörten die Häuser zu Nentershausen, Kirchheim, Freudenthal und Gilserhof, Amönau und Gemünden, zum Ludwigschen Ast die Häuser Nassenerfurth, Ropperhausen (heute: Großropperhausen), Lenderscheid und Siebertshausen. Unter den zahlreichen Besitzungen, die die Herren von Baumbach erlangten, gehört die Burg Tannenberg zwischen Rotenburg und Gerstungen, die vom 14. Jahrhundert mit Unterbrechungen bis ins 20. Jahrhundert im Besitz der Familie war, zu den bedeutendsten; der zugehörige Gutshof wird noch heute von der Familie bewirtschaftet.
In neuerer Zeit war die Familie auch in Thüringen zu Kamberg und Kleintöpfer im ehemaligen Landkreis Mühlhausen besitzlich. Mitglieder der Familie besaßen auch hannoverische Lehen im Lüneburgischen.
Jost von Baumbach war während der Minderjährigkeit des Landgrafen Philipp I. Mitglied des landständischen Regentschaftsrats von Hessen. Sebald von Baumbach war 1530 Gesandter der Abtei Hersfeld auf dem Reichstag zu Augsburg. Ludwig (III.) von Baumbach war 1539 Gesandter der protestantischen Stände bei Kaiser Karl V. und wurde auch später mit Gesandtschaften an den französischen und englischen Hof betraut. Burckhard von Baumbach war landgräflich hessischer Oberstleutnant und Landkommissar. Von seinen Söhnen wurde Christoph Ludwig von Baumbach königlich französischer Oberst, der unter Turenne diente, und Otto Christoph von Baumbach, Herr auf Nentershausen, herzoglich württembergischer Geheimrat, Berghauptmann und Obervogt zu Nagold. Letzterer hinterließ mehrere Söhne, von denen einer als kaiserlicher Oberst starb. Wolf Heinrich von Baumbach war 1704 hessen-darmstädter geheimer Regierungsrat, Generalleutnant und Gouverneur aller festen Plätze in Oberhessen. Der Name „Hans Ludwig von Baumbach, General Lieutenant“ findet sich mit dem Datum 1728 über dem Süd-Portal der in diesem Jahr fertiggestellten evangelischen Kirche in Ropperhausen (heute: Großropperhausen). Dieser Kirche wurde 1855 von Hans Erich Friedrich Arthur von Baumbach ein Kelch gestiftet, auf dem sich Widmungsinschrift und das Baumbach’sche Wappen finden. Carl Johann von Baumbach (1736–1774) war ein braunschweigischer Kammerrat und Moritz von Baumbach (1789–1871) war kurhessischer Obergerichtspräsident und Justizminister. 1830 wurden von der hessischen Ritterschaft zwei Herren von Baumbach in den konstituierenden Landtag gewählt.
Eine genealogische Stammtafel (Ahnenprobe) verfasste Johann Georg Estor für Carl Friedrich Reinhold von Baumbach anlässlich dessen Aufnahme in den Deutschen Orden. Am 5. Juli 1903 wurde ein Familienverband gegründet.

### Standeserhebungen
1846 erfolgte eine herzoglich nassauische Anerkennung des Freiherrenstandes. Theodor von Baumbach, großherzoglich badischer Hofmarschall, erhielt am 14. April 1858 zu Karlsruhe eine badische Anerkennung des Freiherrenstands. Die freiherrlichen Linien sind jedoch alle erloschen.

## Wappen
Das Wappen zeigt in Blau einen liegenden, an den Enden je mit einem goldenen Stern besteckten, silbernen Halbmond. Auf dem Helm die Schildfigur. Die Helmdecken sind blau-silbern.

## Bekannte Familienmitglieder
- Alexander von Baumbach (1814–1894), Außenminister von Kurhessen in der Regierung Ludwig Hassenpflug (1850–1855)
- Carl von Baumbach (1772–1844), Wirklicher Geheimer Rat und Minister in Sachsen-Meiningen
- Ernst Wilhelm von Baumbach (1791–1860), württembergischer Generalleutnant und Gouverneur von Stuttgart
- Ewald Jost von Baumbach († 1637), landgräflich-hessischer Ober-Forst- und Landjägermeister sowie Landvogt an der Fulda
- Friedrich von Baumbach (1777–1851), kurhessischer Generalleutnant
- Friedrich von Baumbach (1817–1880), preußischer Generalleutnant
- Hubertus von Baumbach (* 1967), CEO von Boehringer Ingelheim
- Ludwig von Baumbach (1799–1883), kurhessischer Offizier und Politiker, später Bankier und Konsul in den USA
- Ludwig von Baumbach-Ropperhausen (1783–1856), kurhessischer Regierungsdirektor und Präsident der kurhessischen Ständeversammlung
- Ludwig Wilhelm von Baumbach (1755–1811), Grundbesitzer und Abgeordneter
- Moritz von Baumbach (1789–1871), kurhessischer Obergerichtspräsident und Justizminister
- Norbert von Baumbach (1900–1977), Marineoffizier, Marineattaché in Moskau
- Philipp von Baumbach (1860–1911), Landrat und Regierungspräsident
- Philipp Ludwig von Baumbach der Jüngere († 1618), von 1593 bis 1603 Haushofmeister von Hessen-Marburg
- Reinfried von Baumbach (1898–1989), Landrat im Landkreis Lissa, im Landkreis Fraustadt und im Rhein-Wupper-Kreis
- Wilhelm von Baumbach (Politiker) (1790–1857), Grundbesitzer und Abgeordneter im Kurfürstentum Hessen
- Wilhelm von Baumbach (Kammerherr) (1799–1879), Kammerherr und Abgeordneter im Kurfürstentum Hessen
- Wilhelm von Baumbach (Landrat) (Wilhelm Moritz Ludwig Karl v. Baumbach; 1863–1949), Landrat im Kreis Burgdorf, Provinz Hannover
- Wilhelm Lebrecht von Baumbach (1757–1826), hessischer Offizier und Obervorsteher der Hessischen Ritterschaftlichen Stifter
- Wilhelm Ludwig von Baumbach (1741–1808), Abgeordneter der Reichsstände des Königreichs Westphalen
- Wilhelm Ludwig I. von Baumbach (1710–1769), Hessen-kasselscher Offizier und Mitglied der Landstände in Hessen-Kassel

## Weitere Literatur
- Karl Bernhardi: Baumbach, Moritz von. In: Allgemeine Deutsche Biographie (ADB). Band 2, Duncker & Humblot, Leipzig 1875, S. 154–156. (Familienartikel)
- Otto Hupp: Münchener Kalender 1930. Verlagsanstalt München/Regensburg 1930.